# Ейрік Гауган
Ейрік Гауган (дан. Eirik Haugan, нар. 27 серпня 1997, Олесунн, Норвегія) — норвезький футболіст, захисник клубу «Молде».

## Ігрова кар'єра

### Клубна
Ейрік Гауган є вихованцем футбольної школи клубу «Молде». У 2014 році він був внеснний до заявки першої команди але не провів в основі жодного матчу. І влітку 2015 року відправився у Францію, де провів два роки у системі марсельського «Олімпіка», виступаючи за дублюючий склад «Марселя» у четвертому дивізіоні чемпіонату Франції.
У 2017 році Гауган повернувся до Норвегії, де два сезони виступав у клубі другого дивізіону «Годд». Перед початком сезону 2019 року Гауган перебрався до сусідньої Швеції і три сезони виступав в Аллсвенскан в складі «Естерсунда».
У лютому 2022 року норвезький «Молде» анонсував повернення свого вихованця, з яким підписав контракт на один рік. Пізніше, у вересні 2022 року Гауган уклав з клубом нову угоду до 2026 року. Першу офіційну гру в складі «Молде» Гауган провів в березні 2022 року в рамках Кубка Норвегії.

### Збірна
З 2013 року Ейрік Гауган регулярно виступав за юнацькі збірні Норвегії всіх вікових категорій.

## Титули
Молде
 Чемпіон Норвегії: 2022
 Переможець Кубка Норвегії (2): 2021/22, 2023